# Gus Mears
Henry Augustus "Gus" Mears (1873 – 4 tháng 2 năm 1912) là một doanh nhân người Anh, nổi tiếng vì thành lập Chelsea Football Club.

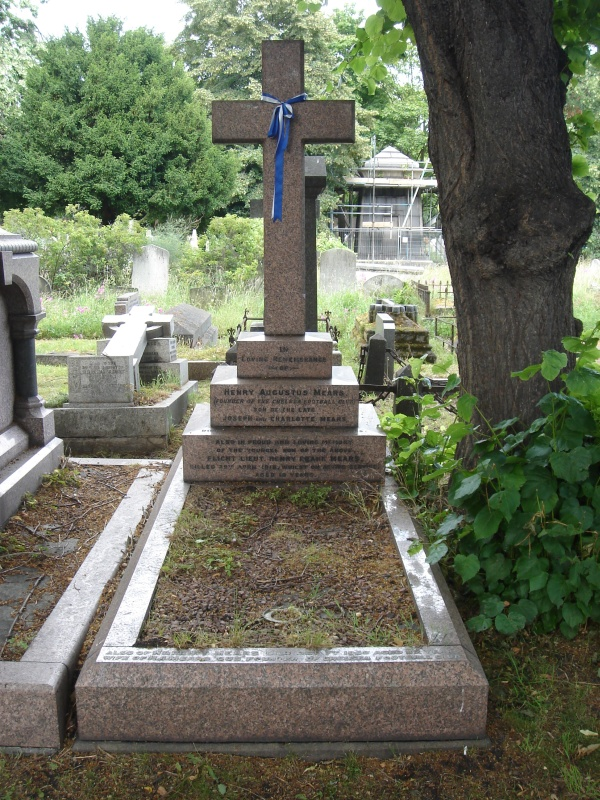
Phần mộ ở Nghĩa trang Brompton, Luân Đôn

Ông sinh năm 1873, con trai của Joseph và Charlotte Mears.
Năm 1896, Mears và người anh trai Joseph mua lại Stamford Bridge Athletics Ground và một nông trại gần đó với ý định xây dựng một sân vận động hiện đại của đất nước và tổ chức các trận đấu đỉnh cao tại đó. Ông đã không thuyết phục được chủ tịch Fulham FC Henry Norris di chuyển câu lạc bộ của ông ta tới sân này, và đã cân nhắc việc bán đất cho Great Western Railway Company, công ty muốn khai thác than trên khoảnh đất này.
Mears cuối cùng được thuyết phục không bán sân, và thay vào đó là thành lập đội bóng do ông làm chủ, Chelsea, vào tháng 3 năm 1905. Câu chuyện được kể lại rằng ông đang có ý định từ bỏ dự án bóng đá thì con chó sục Scotland cắn người đồng nghiệp của ông Fred Parker, người vẫn ủng hộ ý tưởng. Mears bị ấn tượng bởi phản ứng của người bạn này ông quyết định theo lời khuyên của người này.
Mears nằm trong ban giám đốc đầu tiên của câu lạc bộ, nhưng trong khoảng thời gian còn sống ông không thể chứng kiến bất cứ một thành công nào của câu lạc bộ. Ước mơ biến Stamford Bridge thành một trong những sân hàng đầu của nước Anh đã thành hiện thực khi nơi đây tổ chức Chung kết Cúp FA từ 1920-22. Hậu duệ của ông tiếp tục làm chủ đội bóng tới năm 1982, khi người cháu trai của ông Brian bán câu lạc bộ cho Ken Bates.
Mears qua đời năm 1912, và được an táng ở Nghĩa trang Brompton, Luân Đôn.